# Lonchocarpus sinaloensis
Lonchocarpus sinaloensis là một loài thực vật có hoa trong họ Đậu. Loài này được (Gentry) F.J.Herm. miêu tả khoa học đầu tiên.